# Liste des jumelages de Montréal
Pour un article plus général, voir Montréal.
Voici la liste des jumelages internationaux de la ville de Montréal.

## Présentation

### Responsabilité administrative
Depuis 1979, la ville de Montréal entretient des relations bilatérales officielles avec de nombreuses villes d'Asie, d'Afrique, d'Europe et d'Amérique. Ces programmes de diplomatie et de coopération ont pour objectif de permettre «l’échange et le transfert d’informations, de savoir-faire et d’expertises sur des sujets d’intérêts et de compétences communs».
C'est le Bureau des Affaires économiques internationales de Montréal qui effectue le suivi des accords de coopération avec les villes du monde qui ont des ententes de nature économique avec Montréal.

### Types de jumelage
Il existe différents types de jumelage:
- - Un pacte d'amitié, une déclaration d'intention ou un mémorandum sont des rapprochements multisectoriels concrétisés par une signature entre les administrations municipales, manifestant ainsi leur intention d'organiser des projets communs.

- - Une entente est généralement basée sur quelques thèmes bien précis, tels la culture, le transport, l'environnement ou encore l'aménagement urbain.

- - Un protocole ou un jumelage officiel signifient qu'une forte relation s'installe entre les deux villes. Environ la moitié seulement des jumelages arrivent à ce stade.

## Jumelage

### Lettre d'intention
- Quito (juillet 1997)[3]

### Déclaration d'intention
- Boston (mars 1995)[3]
- Tel-Aviv Yafo (juin 1996)[3]
- Santiago du Chili (juillet 1997)[3]
- Erevan (septembre 1998)[3]

### Déclaration d'intention d'amitié et de coopération
- Athènes  (septembre 1997)[3]
- Moscou (novembre 1999)[3]
- Gouvernorat du Grand-Alger (mars 1999)[3]
- Tunis (mars 1999)[3]
- Casablanca (mars 1999)[3]
- Managua (mai 2001)[3]
- San Salvador (mars 2001)[3]
- Alger (février 2018)

### Mémorandum d'entente
- Province de Yunnan (avril 2001)[3]

### Mémorandum d'échanges amicaux
- Shanghai (depuis 1985 renouvelables tous les trois ans, dont le dernier a été signé le 14 février 2001)[3]

### Protocole de coopération
- Port-au-Prince (juin 1995)[3]
- Beihai (décembre 1996)[3]
- Hanoï (juillet 1997)[3]

### Protocole d'entente
- Pusan (juillet 2000)[3]

### Protocole de collaboration
- Pour la mise en œuvre d'un système géomatique à Beyrouth (septembre 1996)[3]
- Muséum national d'Histoire naturelle de France et les Muséums nature de Montréal (3 mai 2005)[3],[4].

### Protocole d'échange et de coopération
- Lyon (décembre 1989)[3]
- Milan (novembre 1996)[3]

### Entente de jumelage
- Hiroshima (mai 1998)[3]

### Jumelage officiel
- Shanghai (depuis 1985)[3],[5]